# Rojatyn
Rojatyn (ukr. Роятин) – wieś na Ukrainie w rejonie czerwonogrodzkim obwodu lwowskiego.

## Historia
Pod koniec XIX w. karczma we wsi Bobiatyn w powiecie sokalskim i grupa domów we wsi Steniatyn.